# David Ennals
David Hedley Ennals (19 août 1922 - 17 juin 1995) est un homme politique du parti travailliste britannique et un militant pour les droits de l'homme. Il est secrétaire d'État aux services sociaux de 1976 à 1979.

## Jeunesse et carrière militaire
Né en 1922 à Walsall, Staffordshire, d'Arthur Ford Ennals et de son épouse Jessie Edith Taylor, il fait ses études à la Queen Mary's Grammar School, à Walsall et au Loomis Institute de Windsor, Connecticut grâce à une bourse d'échange d'un an . En 1939, il est journaliste au Walsall Observer et pendant la Seconde Guerre mondiale il sert dans le Royal Armoured Corps de 1941 à 1945. Il est commissionné dans le Corps de Reconnaissance en 1942 et affecté au 3e Corps de Reconnaissance. Il sert en Afrique du Nord, en Italie et à la traversée du Rhin. Il ne revient pas d'une patrouille de nuit pendant la campagne de Normandie en juin 1944  et passe plusieurs mois comme prisonnier de guerre. Il quitte l'armée avec le grade de lieutenant.

## Carrière politique
Ennals s'est présenté sans succès comme candidat libéral pour Richmond (Surrey) aux élections générales de 1950 et de nouveau en 1951. Il rejoint le Parti travailliste et est secrétaire du département international au siège du Parti travailliste.
En 1964, il est élu député de Douvres. Après les élections de 1966, Harold Wilson nomme Ennals sous-secrétaire d'État parlementaire pour l'armée. Il devient sous-secrétaire d'État parlementaire pour le ministère de l'Intérieur en 1967 sous James Callaghan avant d'être nommé ministre d'État aux Services sociaux en 1968. Il perd son poste gouvernemental et son siège à la suite de la défaite du Labour aux élections générales de 1970. Cependant, dans les honneurs de la démission de Wilson, il est admis au Conseil privé.
Ennals est réélu au parlement pour Norwich North après les élections générales de février 1974 et est nommé ministre d'État aux Affaires étrangères et du Commonwealth. En 1976, il est secrétaire d'État aux services sociaux, poste qu'il occupe jusqu'à ce que le parti travailliste perde le pouvoir en 1979. Au cours de son mandat, il charge Sir Douglas Black de produire le Black Report (publié en 1980) sur les inégalités en matière de santé. Après avoir perdu son siège aux élections générales de 1983, il est créé pair à vie, en tant que baron Ennals, de Norwich dans le comté de Norfolk.

## Fin de carrière
Après sa sortie du parlement en 1970, David Hedley Ennals devient directeur de campagne de l'Association nationale pour la santé mentale (MIND), jusqu'en 1973. Il est directeur en 1984 et président de 1989 à 1995.
Après avoir été secrétaire de l'Association des Nations unies de 1952 à 1957, il est président en 1984, ainsi que président de la Fondation Gandhi, jusqu'en 1995. Ennals est également président du mouvement anti-apartheid, de 1960 à 1964, poste qui est également occupé par son frère John de 1968 à 1976. Cependant, il a par la suite été critiqué par le Mouvement pour son implication dans l'adoption du Commonwealth Immigrants Act 1968.
En 1987, Lord Ennals part pour une mission d'enquête parlementaire au Tibet et, à son retour au Royaume-Uni, il devient un militant infatigable pour l'indépendance du Tibet et un ami personnel du 14e Dalaï Lama. Il rejoint la Société du Tibet du Royaume-Uni, le premier groupe de soutien au Tibet au monde, établi en 1959, et en est devenu le président pendant un certain nombre d'années. Il fait campagne avec énergie et enthousiasme jusqu'à sa mort en 1995.

## Vie privée
David Hedley Ennals épouse Eleanor Maud Caddick (née en 1924/1925) le 10 juin 1950, et ils ont quatre enfants avant de divorcer en 1977. Plus tard dans l'année, il épouse Katherine Gene Tranoy (née en 1926/1927).
Ennals a un frère aîné, John et un frère cadet Martin. Martin Ennals, est un militant des droits humains et secrétaire général d'Amnesty International. Son fils, Sir Paul Ennals, est directeur général du Bureau national des enfants.
Il meurt en 1995 d'un cancer du pancréas à son domicile de Belsize Park, à Londres.